# Difusor
Un  difusor  variable és una vàlvula que canvia la seva secció de pas quan es modifiquen les propietats del fluid que la travessa. Els carburadors són les màquines que els utilitzen amb més freqüència encara que serveixen també en altres mescladors.
Un difusor variable té una secció convergent, la gola i una secció divergent. El fluid és Velocitat subsònica i la pressió del gas o de la barreja de gasos, s'expandeix a la secció convergent, assolit el major buit relatiu a la gola. Un mecanisme extern que pot ser una campana de buit o un força, utilitza la pressió de buit per a moure la porta del difusor.
Els difusors variables són autòmats que obeeixen a la velocitat del fluid mesurada amb el nombre de Mach. Com que la forma física del difusor difícilment pot ser un tub venturi perfecte sempre existiran pèrdues per contracció del doll.
El més interessant d'aquest mecanisme és que si es coneix la forma com varien els coeficients de pèrdues, ell és un sensor de la velocitat del flux de pes.

## Fórmules
Aire.
Si R és la relació de pressions:
 F  = (5 * (R^(-10/7) - R^(-12/7)))^. 5
Metà.
 F  = ((6+2/3) * (R^(-20/13) - R^(-23/13)))^. 5
on  F  és una funció del nombre de Mach i el flux
m =  K * F * S 
on  K  és el producte de la densitat i la velocitat del so en les condicions de referència i  S  la secció recta de pas a la gola.
Les fórmules es van calcular amb els coeficients de dilatació adiabàtica (també anomenats exponents adiabàtics) 1.4 i 1.3 per l'aire i per al metà.

## En Fórmula 1
Es tracta d'una peça que va col·locada en una alçada una mica per sota de l'eix de gir de les rodes del darrere i una mica per darrere d'aquest. La part de davant porta una mena de rampa inclinada a banda i banda de darrere cap endavant i cap avall, i al centre una mena de V amb una inclinació més suau.
Això provoca un efecte que es produeix per diferència de pressions en els costats d'un cos quan s'acosta a terra, anomenat "efecte terra". A la Fórmula 1 normalment està motivat per un efecte que va descobrir un tal Venturi (efecte Venturi) i que consisteix que quan un fluid és canalitzat i en aquest canal per on passa es produeix un estrenyiment, el fluid passa a gran velocitat per aquest estrenyiment disminuint en el mateix la pressió, produint-se una mena de succió.

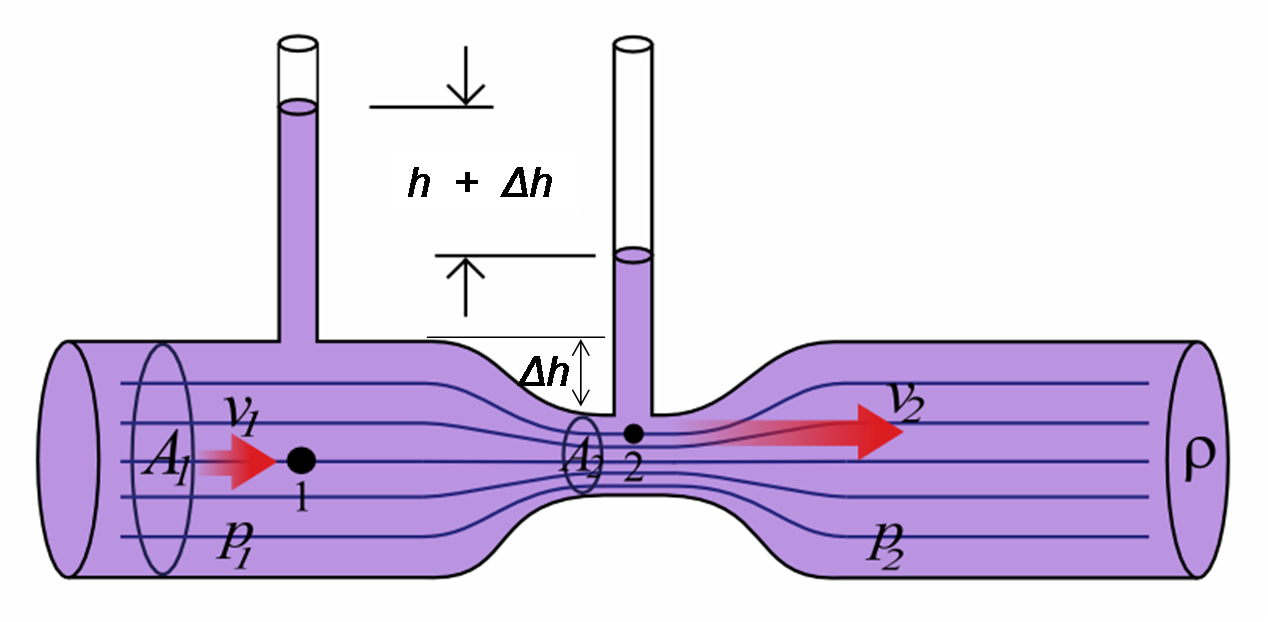
Efecte Venturi